# Inside - À l'intérieur
Inside - À l’intérieur (À l’intérieur) è un film del 2007 diretto da Alexandre Bustillo e Julien Maury.
Insieme ad Alta tensione, a Martyrs e a Frontiers - Ai confini dell'inferno è stato acclamato come uno degli horror-splatter francesi più interessanti e violenti degli anni 2000.

## Trama
Sarah è una giovane fotografa al nono mese di gravidanza. Quattro mesi prima ha provocato un terribile incidente stradale in cui è morto il suo fidanzato, mentre lei e il suo bambino si sono miracolosamente salvati.
La vigilia di Natale, Sarah si reca dal suo dottore che la visita e le dice che il giorno dopo si potrà procedere al parto. Mentre Parigi è scossa dalle rivolte in atto nelle banlieue, Sarah decide di passare la notte da sola nella sua grande casa. Prima però consegna le chiavi al suo capo, che la passerà a prendere l'indomani mattina e la porterà in ospedale.
Sarah, in compagnia del suo gatto, ha un terribile incubo nel quale vede il suo bambino uscirle dalla bocca. Si sveglia sconvolta e prende dei tranquillanti, quindi si addormenta. Viene però svegliata dal campanello della porta, alla quale bussa una donna che dice di aver l'auto ferma all'incrocio e chiede se può fare una telefonata. Sarah non apre, ma la donna insiste, rivelando di sapere dei particolari intimi riguardanti la ragazza, che riesce a fotografare la donna, ma la fotografia si rivela inutilizzabile a causa del buio. Sempre più spaventata, Sarah chiama la polizia, che arriva sul luogo quando la misteriosa donna è già fuggita. I poliziotti tranquillizzano Sarah e le promettono che durante la notte passerà una volante per controllare la situazione.
Sarah torna a letto e si addormenta. La misteriosa donna è però riuscita ad entrare nella casa e mentre Sarah dorme prende un enorme paio di forbici e le squarcia l'ombelico. Sarah si sveglia di colpo e riesce a nascondersi in una stanza, chiudendosi a chiave. La donna tenta di sfondare la porta, senza successo, e dichiara a Sarah di volerle strappare il bambino dal ventre.
Intanto il capo di Sarah arriva nella casa, preoccupato per un messaggio trovato nella sua segreteria telefonica. Gli apre la porta la misteriosa donna, che si spaccia per la madre di Sarah. L'uomo le crede, ma la vera madre di Sarah arriva e inizia a cercare la figlia. Sarah ha intanto preso un ferro da maglia e con questi uccide la madre, credendola la misteriosa donna. Questa intanto uccide il capo di Sarah, quindi tenta nuovamente di sfondare la porta della stanza in cui è nascosta la giovane donna.
Una pattuglia, che tiene in auto un giovane delle banlieue, si reca a casa di Sarah, per controllare la situazione. La porta viene aperta dalla misteriosa donna, che fa credere ai poliziotti di essere Sarah. Questi però vengono insospettiti da alcuni strani rumori e dal fatto che la donna che ha fatto la segnalazione era incinta, mentre lei no; così risuonano il campanello. Ancora una volta appare la misteriosa donna, che viene tenuta d'occhio da uno dei poliziotti, mentre l'altro scopre la mano di Sarah squarciata da un paio di forbici, mentre il resto del corpo è chiuso nella stanza. L'uomo aiuta Sarah, mentre la misteriosa donna uccide l'altro poliziotto mentre tenta di arrestarla e s'impossessa della sua pistola, facendo esplodere la testa del poliziotto accorso in aiuto di Sarah.
Sentendo gli spari, il terzo poliziotto rimasto in macchina con il ragazzo arrestato decide di entrare nella casa portandosi dietro il ragazzo. L'uomo aiuta Sarah, mentre della donna misteriosa non vi è più traccia. La luce se ne va improvvisamente nella casa e il poliziotto decide di riparare la centralina. Sarah si distende esausta sul letto. Una serie di spari la svegliano. La misteriosa donna ha ucciso l'agente e con un paio di forbici massacra il ragazzo arrestato.
Sarah viene quindi nuovamente braccata dalla misteriosa donna. Scappa in una stanza ma la donna la raggiunge e la picchia selvaggiamente. Sarah approfitta dell'accensione di una sigaretta da parte della donna e punta contro la sua faccia una bomboletta. La faccia della donna prende fuoco e la donna scappa. Sarah la trova rannicchiata in un angolo della casa. La donna le rivela di essere l'altra donna che ha avuto l'incidente stradale provocato dalla fotografa. Anche lei era incinta, ma il suo bambino è morto a causa dell'impatto e adesso vuole a tutti i costi il bambino di Sarah.
All'improvviso il terzo poliziotto dimostra di essere ancora vivo e picchia con il manganello Sarah, che sta per partorire sulle scale. La misteriosa donna l'aiuta, ma dato che il bambino è incastrato, con l'ausilio di un enorme paio di forbici, infilza l’Ombelico di Sarah e le squarcia il ventre prelevando il suo bambino, quindi lo culla amorevolmente, mentre Sarah muore con il ventre squartato in preda all’agonia.

## Produzione
L'idea del film venne ad Alexandre Bustillo, giovane critico cinematografico. Una sua amica incinta gli aveva infatti confessato che aveva paura a stare da sola in casa. Bustillo si immaginò quindi una storia in cui un giovane ragazzo una notte si intrufola in una casa abitata da una ragazza incinta e tenta di strapparle la placenta, per mantenersi giovane. L'idea piacque a Bustillo, ma non gli sembrò abbastanza originale. Decise quindi di cambiare il sesso del cattivo, e lo fece diventare una donna.
Inizialmente il film doveva essere diretto dal solo Julien Maury, ma i produttori della pellicola suggerirono di girare il film a quattro mani.
Nella prima stesura del copione, durante l'incubo di Sarah doveva uscire dalla sua bocca un braccio del bambino, non la testa. La scena fu girata utilizzando un bambino di tre anni, che doveva far passare la sua mano dalla bocca ricavata sul calco della testa di Alysson Paradis. Sul set erano presenti i genitori del bambino. La scena fu girata, ma i registi fecero vedere al bambino la scena sul monitor e questi rimase scioccato e non volle più girare. Alla fine quindi l'effetto speciale fu realizzato tramite la computer grafica.

## Distribuzione
Negli Stati Uniti il film è uscito con il titolo Inside.

## Accoglienza

### Critica
È stato presentato alla Settimana internazionale della critica al Festival di Cannes 2007, provocando una reazione estrema nella giuria, che ha lasciato la sala a metà proiezione, mentre la critica cinematografica si è divisa tra buone recensioni e critiche negative rivolte soprattutto alle molte sequenze scioccanti di violenza.

## Collegamenti ad altre pellicole
- La sequenza iniziale dell'incidente automobilistico fu girata rifacendosi a The Hitcher - La lunga strada della paura, diretto da Robert Harmon nel 1986. I registi riprodussero i medesimi movimenti di macchina.[2]
- La sequenza in cui Béatrice Dalle compare sulle scale e quella in cui pianta un paio di forbici nella mano di Allysson Paradis ricorda le medesime sequenze presenti aventi per protagonista Michael Myers in Halloween - La notte delle streghe, diretto da John Carpenter nel 1978. Il film di Carpenter fu fatto vedere alla Dalle per farla entrare nel personaggio.[2]
- La scena in cui la donna chiede a Sarah di entrare per fare una telefonata è una chiara citazione dal film Arancia meccanica di Stanley Kubrick.
- C'è una forte analogia con il film culto anni '90 La mano sulla culla.
- La scena in cui Sarah getta del liquido infiammabile verso la donna mentre questa si accende una sigaretta, richiama una sequenza di Cape Fear - Il promontorio della paura nel remake del 1991, quando Danielle spruzza della benzina sul volto di Max Caddy.

## Remake
Nel 2016 è stato realizzato un remake di produzione spagnola, intitolato Inside. La pellicola è diretta da Miguel Ángel Vivas e interpretata da Rachel Nichols e Laura Harring.